# Rancho Santa Fe
Rancho Santa Fe ist ein census-designated place (CDP) im San Diego County im US-Bundesstaat Kalifornien. Das U.S. Census Bureau hat bei der Volkszählung 2020 eine Einwohnerzahl von 3.156 ermittelt. Der CDP ist in erster Linie eine Wohnanlage mit einigen Einkaufsstraßen, einer Mittel- und Grundschule und mehreren Restaurants.

## Söhne und Töchter der Stadt
- Taylor Fritz (* 1997), Tennisspieler